# Symphonie no 1 de Robert Schumann
Pour les articles homonymes, voir Symphonie no 1.
Ne doit pas être confondu avec Symphonie no 1 de William Schuman.
Le Printemps
La Symphonie no 1 en si bémol majeur, op. 38 (surnommée « Le Printemps ») a été composée par Robert Schumann en 1841, un an après  son mariage avec Clara Wieck et la naissance de sa première fille. Elle est contemporaine de son concerto pour piano en la mineur. Il n'avait jusque-là écrit des œuvres que pour le piano (23 premiers numéros d'opus) et pour voix. Elle a été composée en moins de trois semaines, fin janvier 1841. C'est le témoin d'un certain degré d'euphorie, sous la pression de sa femme qui le souhaitait voir aborder le genre symphonique. 
Le titre en aurait été inspiré par un poème de Boettger.
La partition initiale comprenait des sous-titres pour chaque mouvement (respectivement « éveil du printemps », « soir », « joyeux compagnons » et « adieux au printemps »), mais qui ont été retirés par le compositeur dans l'édition finale, probablement pour ne pas trop influencer l'auditeur.
La création a été faite sous la direction de Felix Mendelssohn à Leipzig le 31 mars 1841.

## Structure
La symphonie comporte quatre mouvements et dure approximativement 30 minutes. 
1. Andante un poco maestoso – allegro molto vivace (en si bémol majeur, à , puis à 
)
2. Larghetto (en mi bémol majeur, à 
)
3. Scherzo : molto vivace (en sol mineur, à 
) – trio I: moto piu vivace (en ré majeur, à 
) – Tempo primo – trio II (en si bémol majeur, à 
)
4. Allegro animato e grazioso (en si bémol majeur, à ).

Thème de l'allegro molto vivace :
La lecture audio n'est pas prise en charge dans votre navigateur. Vous pouvez télécharger le fichier audio.
Thème du Larghetto :
La lecture audio n'est pas prise en charge dans votre navigateur. Vous pouvez télécharger le fichier audio.
Première reprise du Scherzo : molto vivace :
La lecture audio n'est pas prise en charge dans votre navigateur. Vous pouvez télécharger le fichier audio.
Introduction de l'Allegro animato e grazioso :
La lecture audio n'est pas prise en charge dans votre navigateur. Vous pouvez télécharger le fichier audio.

## Orchestration
| Instrumentation de la première symphonie |
| Cordes |
| premiers violons, seconds violons, altos, violoncelles, contrebasses |
| Bois |
| 2 flûtes 2 hautbois 2 clarinettes en si bémol, 2 bassons |
| Cuivres |
| 4 cors (2 en fa, 2 en si bémol, dans le 1er et le 4e mvt, en mi bémol, dans le 2e mvt, en ré et si bémol dans le 3e mvt), 2 trompettes en si bémol (tacet dans le 2e mvt, en ré dans le 3e mvt), 3 trombones (ténor, alto, basse, ténor et alto tacet dans le 3e mvt) |
| Percussions |
| 3 timbales (si bémol, fa, sol bémol, dans le 1er et le 4e mvt, tacet dans le 2e mvt, ré, fa, la, dans le 3e mvt) triangle |

## Discographie
- Wolfgang Sawallisch, Orchestre de la Staatskapelle de Dresde 1972 (EMI)[1]
- Herbert von Karajan, Berliner Philharmoniker (DG)
- Rafael Kubelík, Berliner Philharmoniker (DG)